# Tom Ranier
Thomas John Ranier (Chicago, 13 juli 1949) is een Amerikaanse jazzmuzikant (piano, saxofoon, klarinet, fluit).

## Biografie
Raniers vader verhuisde later naar Garden Grove. Hij werd eerst muzikaal geïnspireerd door de klarinettist Benny Goodman op 6-jarige leeftijd, maar ook door Charlie Parker. Ranier leerde op 10-jarige leeftijd piano spelen, studeerde het klassieke repertoire en ging op 12-jarige leeftijd over naar de klarinet. 
Als student aan de Santiago High School trad hij op met zijn vader Lou Ranier en studeerde hij arrangement met de bekende schrijver Jack Daugherty. Na de middelbare school studeerde hij muziek aan de California State University - Fullerton, waar hij in 1972 een Bachelor of Arts in compositie ontving. Hij studeerde ook met Kalman Bloch voor klarinet en Lloyd Rogers in compositie. Hij studeerde piano met Earle Voorhies, Craig Rees en John Crown. Zijn verdere studies werden voltooid aan de University of Southern California en het California Institute of the Arts.
Ranier vestigde voornamelijk een reputatie op de piano als jazzartiest met vibrafonist Dave Pike en saxofonist Pete Christlieb en leidde samen met drummer Sherman Ferguson en bassist  John Heard een band. Onder zijn eigen naam nam hij pas op in 1976 bij Warner Bros. Records en in 1980 voor First American. Onlangs had hij opgenomen bij Concord Records. Hij werkte met het Terry Gibbs-Buddy DeFranco Sextet, George Coleman, Lew Tabackin, Eddie Daniels, Lanny Morgan en een lange lijst van andere jazzmuzikanten. Livejazz-optredens en de wijze van improvisatie is belangrijk voor Lanier.
Raniers lijst van studiowerk voor televisie, film en entertainment is nogal uitgebreid met The Young and the Restless (1986), Noises Off (1992), Matlock, Diagnosis: Murder, Trial and Error (1997), Letters from a Killer (1998) en Sideways (2004). Meest recent was zijn optreden in de tv-show Dancing with the Stars. Ranier heeft uitgebreid gewerkt als muzikant en orkestrator voor Disney, The Academy Awards en CBS.
Alhoewel Ranier meer wijd bekend is als pianist en piano/keyboard/synthysizer-specialist bij live- en studiomuziek, is hij ook zeer bekwaam als muzikant en jazzimprovisator met de klarinet en saxofoon. Hij heeft talrijke albums en studiosessie opgenomen als houtblazer.
Tom Ranier is een groot voorstander van muziekeducatie en heeft onderwezen op collegeniveau sinds midden jaren 1970. Hij onderwees jazzcompositie en arrangeren aan het Fullerton College en hij verleende zijn medewerking met schrijven voor verschillende hoog succesvolle opnamen, die werden geproduceerd door de school. Meer recent had hij onderwezen in het jazzprogramma, geleid door gitarist Kenny Burrell aan de Universiteit van Californië - Los Angeles.
Hij is ook educatief auteur voor Alfred Publishing en schreef Piano in the Rhythm Section.

## Discografie
- 1975: Ranier (Warner Bros. Records)
- 1980: Night Music (Music in Motion)
- 1983: Heard Ranier Ferguson (ITI Records)
- 1997: In the Still of the Night (Contemporary Records)